# プリンス/パープル・レイン
『プリンス/パープル・レイン』（原題：Purple Rain）は、1984年制作のアメリカ合衆国のロック・ミュージカル映画。

## 概要
ミュージシャン・プリンスの下積み時代のサクセス・ストーリーを描いた自伝的映画にして、彼の初主演映画。
プリンスと彼のバンド、ザ・レボリューションのコンサートシーンがいくつか含まれている。後にプリンスのマネージャーとなるアルバート・マグノーリが監督し、マグノーリとウィリアム・ブリンが脚本を書いた。
主要撮影は、ほぼミネアポリスで行われた。ファーストアベニューナイトクラブなど地元の名所が数多く登場する。

## あらすじ
青年キッドはミネソタ州ミネアポリスで人気No.1のバンド「ザ・レヴォリューション」のリーダーとして活躍していたが、最近は人気も落ち、ライブハウスのオーナーのビリーは彼の勝手な行動に不満を抱いており、またメンバーのリサとウェンディからも彼に対する不満が吹き出していた。
実は彼の両親の関係が不和になっており、それに対する落ち込みが音楽活動に悪影響を及ぼしていたのだ。しかも最近、新興バンド「ザ・タイム」が頭角を現わしてきて彼らを脅かす存在になってきており、キッドは危機感を抱いていた。
ある日、キッドのもとにアポロニアという美しい娘がやってきた。彼女もまたミュージシャン志望であった。2人はたちまち惹かれ合うが、キッドにライバル心を抱く「ザ・タイム」のリーダーのモーリスがアポロニアにデビューさせることを約束して、自分のメンバーに引き入れてしまう。
その後、アポロニアはキッドに彼が欲しがっていた純白のギターを購入し、プレゼントしに行くが、それがモーリスとの契約金で買ったことを知ったキッドは彼女を殴りつけてしまう。やがてアポロニアはモーリスのプロデュースでデビューする。キッドはアポロニアと仲直りしようとするがうまくいかず、ケンカ別れしてしまう。
そんなある夜、キッドが帰宅すると、父がピストル自殺をはかっていた。キッドは父の戸棚から古い楽譜を見つけ、父もかつてミュージシャンを志していたことを知る。キッドは立派なミュージシャンになることを心に決め、次の日、純白のギターを抱えてステージに立ち、「この曲を父に捧げます」と告げ、新曲「パープル・レイン」を熱唱する。歌い終わった彼には大きな拍手と歓声が送られた。その中には「ザ・レヴォリューション」のメンバー、ビリー、そしてアポロニアの姿があった。

## キャスト
- キッド：プリンス
- アポロニア：アポロニア・コテロ
- モーリス：モーリス・デイ
- キッドの母親：オルガ・カルラトス
- キッドの父親：クラレンス・ウィリアムズ3世
- ジェローム：ジェローム・ベントン
- ビリー：ビリー・スパークス
- ウェンディ：ウェンディ・メルヴォワン
- リサ：リサ・コールマン
- デズ：デズ・ディッカーソン
- ジル：ジル・ジョーンズ
- ザ・レヴォリューション
- ザ・タイム

## 受賞・ノミネート
- 第57回アカデミー賞[4]
  - アカデミー歌曲・編曲賞受賞（プリンス「パープル・レイン」）
  - アカデミー作曲賞ノミネート（プリンス「パープル・レイン」）
- 第27回グラミー賞映画・テレビサウンドトラック部門受賞（「パープル・レイン」）[5][6]
- 第42回ゴールデングローブ賞歌曲賞ノミネート（プリンス"When Doves Cry"）[7]
- 第5回ゴールデンラズベリー賞[8][9]
  - ゴールデンラズベリー賞 最低新人賞ノミネート（アポロニア・コテロ）
  - ゴールデンラズベリー賞 最低主題歌賞ノミネート（アポロニア6「SEX・シューター」）